# لينكن (دائرة انتخابية في المملكة المتحدة)
لينكن (بالإنجليزية: Lincoln)‏ هي إحدى الدوائر الانتخابية في المملكة المتحدة الممثلة في مجلس العموم في برلمان المملكة المتحدة.
عضو البرلمان الذي يمثلها حالياً هو :Gillian Merron (Lab).